# Pidonia falcata
Pidonia falcata är en skalbaggsart som beskrevs av Mikio Kuboki 1997. Pidonia falcata ingår i släktet Pidonia och familjen långhorningar. Inga underarter finns listade i Catalogue of Life.